# 九鬼隆徳
九鬼 隆徳（くき たかのり）は、江戸時代後期の大名。摂津国三田藩11代藩主。官位は従五位下大和守、長門守。九鬼氏23代当主。

## 略歴
10代藩主九鬼隆国の長男として誕生。母は側室の像と言われている。
天保14年（1843年）6月19日、父の隠居により跡を継いだ。嘉永7年（1854年）1月20日、長男の精隆に家督を譲って隠居し、元治元年（1864年）7月27日に死去した。享年64。

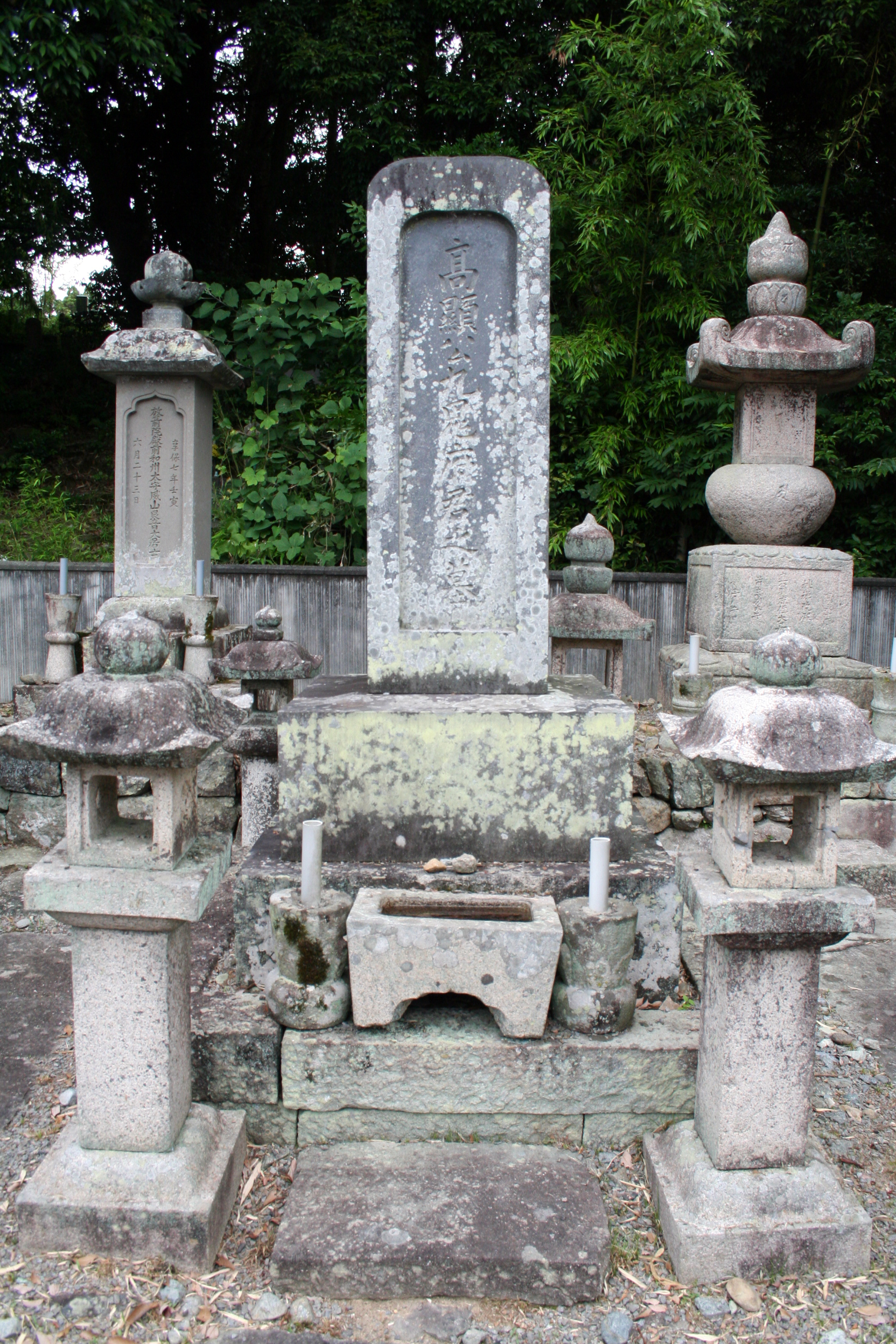
九鬼隆徳の墓

## 系譜
- 父：九鬼隆国（1781-1853）
- 母：像
- 正室：姞姫 - 蜂須賀治昭の娘
- 側室：岡田氏
- 生母不明の子女
  - 長男：九鬼精隆（1824-1859）
  - 女子：シゲ - 桂芳院、牧野誠成正室
  - 女子：西貢室
  - 女子：お岩の方 - 孫の綱子は裏千家13代円能斎の妻[2]